# Carl Müllerhartung
Carl Müllerhartung (Stadtsulza, 19 de maig de 1834 - Charlottenburg, Berlín, 11 de juny de 1908) fou un compositor i director d'orquestra alemany. Primer estudià teologia, però no trigà a dedicar-se completament a la música, i fou, de 1857 a 1859, director d'orquestra del teatre de l'Òpera de Dresden, sent més tard director de música del Seminari d'Eisenach. El 1869 dirigí l'Òpera de Weimar, on fundà el 1872 una escola de música. Deixà sonates per a orgue, salms, cors, cants litúrgics i una Theorie der musik, que havia de tenir molts volums, però no assolí només que el primer: Harmonielehre (1879).